# Plexo basilar
O plexo basilar é um plexo venoso da cabeça. O plexo basilar é ímpar, ocupa a porção basilar do occipital. Comunica-se com os seios petrosos inferior e cavernoso, liga-se ao plexo do forame occipital e através deste ao plexo venoso vertebral interno